# Новая Степановка (Оренбургская область)
Новая Степановка — посёлок в составе городского округа город Бугуруслан Оренбургской области России.

## География
Расположен на правом склоне оврага Березовый, в 8,5 км к юго-западу от центра городского округа — города Бугуруслан, ближайшая железнодорожная станция — разъезд Степановка, в 0,3 км к северу.

## Население
| 2010 |
| ---- |
| 5    |

Национальный состав
По данным Всероссийской переписи населения 2010 года:
| № | Национальность | Численность, чел. | Доля |
| - | -------------- | ----------------- | ---- |
| 1 | русские        | 4                 | 80 % |
| 2 | другие         | 1                 | 20 % |